# Elephantomyia (Elephantomyia) brunneipennis
Elephantomyia (Elephantomyia) brunneipennis is een tweevleugelige uit de familie steltmuggen (Limoniidae). De soort komt voor in het Neotropisch gebied.